# El Paisano
El Paisano är en ort i Mexiko.   Den ligger i kommunen Las Vigas de Ramírez och delstaten Veracruz, i den sydöstra delen av landet, 210 km öster om huvudstaden Mexico City. El Paisano ligger 2 957 meter över havet och antalet invånare är 913.
Terrängen runt El Paisano är kuperad åt nordväst, men åt sydost är den bergig. Runt El Paisano är det ganska tätbefolkat, med 90 invånare per kvadratkilometer. Närmaste större samhälle är Xalapa, 19,8 km öster om El Paisano. I omgivningarna runt El Paisano växer i huvudsak blandskog.